# Révolte Charkhlik
La révolte de Charkhlik était un soulèvement ouïghour en 1935 contre le Tunganistan, dominé par les musulmans chinois, qui était administré par la 36e division. Les troupes musulmanes chinoises ont rapidement et brutalement vaincu la révolte ouïghoure,. Plus de 100 Ouïghours ont été exécutés. La famille du chef de la révolte a été prise en otage,.